# 김낙
김낙(金樂, ? ~927년)은 고려의 개국공신이다. 927년에 후백제의 견훤과 공산(지금의 대구)에서 싸우다가 포위된 왕건이 위급해지자, 신숭겸과 함께 왕건을 구하고 전사하였다. 고려가 개국하자 2등 공신이 되었고, 태조는 지묘사를 세워 그의 명복을 빌었다. 16대 국왕 예종은 그와 신숭겸을 추도하는 향가 <도이장가>를 지었다.

## 가계
- 아버지 : 대아찬 김무력(大阿湌 金武力)
- 어머니 : 미상
  - 동생 : 김철(金鐵)
  - 무신 : 김낙(金樂)
  - 부인 : 미상
    - 아들 : 김승(金陞)
    - 며느리 : 미상
      - 손자 : 김자경(金自敬)

## 김낙이 등장하는 작품

### TV 드라마
- 《태조 왕건》(KBS, 2000년~2002년, 배우:김기복)